# 五唑化𨥙
五唑化𨥙是一种无机化合物，化学式为N2H5N5，具有吸湿性。它可由五唑化镁的水合物（[Mg(H2O)6][(N5)2(H2O)4]）和硫酸𨥙（(NH3NH2)2SO4）反应制得。它和吡嗪-1,4-二氧化物形成共晶，可以提高它的稳定性。